# Subprefectura de Shiribeshi
La subprefectura de Shiribeshi (後志総合振興局, Shiribeshi-sōgō-shinkō-kyoku) és una subprefectura de Hokkaido, al Japó. La capital de la subprefectura n'és la vila de Kutchan, tot i que el municipi més poblat n'és la ciutat d'Otaru. El municipi menys poblat és el poble de Kamoenai, el segon menys poblat de Hokkaido després de Otoineppu, a la subprefectura de Kamikawa.

## Geografia
La subprefectura de Shiribeshi es troba al sud-oest de Hokkaido, incloent-hi gran part del territori la península de Shakotan, nom que també du un municipi d'aquesta. El territori de la subprefectura limita amb els de les subprefectures d'Oshima, de Hiyama i d'Iburi al sud; amb la subprefectura d'Ishikari a l'est i amb la mar del Japó al nord.
La subprefectura de Shiribeshi conté vint municipis, dels quals sis són pobles, tretze viles i una ciutat.

### Municipis
| |          |          |          |
| \| Municipi \| Població \| Extensió \| Densitat \| \| ------------ \| -------- \| -------- \| -------- \| \| Akaigawa \| 1.181 \| 280,09 \| 4,22 \| \| Furubira \| 2.946 \| 188,36 \| 15,6 \| \| Iwanai \| 12.181 \| 70,60 \| 173 \| \| Kamoenai \| 827 \| 147,80 \| 5,6 \| \| Kimobetsu \| 2.155 \| 189,41 \| 11,4 \| \| Kuromatsunai \| 2.739 \| 345,65 \| 7,92 \| \| Kutchan \| 15.619 \| 261,34 \| 59,8 \| \| Kyōgoku \| 2.947 \| 231,49 \| 12,7 \| \| Kyōwa \| 5.815 \| 304,91 \| 19,1 \| \| Makkari \| 2.055 \| 114,25 \| 18 \| \| Niki \| 3.249 \| 167,96 \| 19,3 \| \| Niseko \| 5.001 \| 197,13 \| 25,4 \| \| Otaru \| 113.733 \| 243,83 \| 466 \| \| Rankoshi \| 4.640 \| 449,78 \| 10,3 \| \| Rusutsu \| 1.919 \| 119,84 \| 16 \| \| Shakotan \| 1.947 \| 238,14 \| 8,18 \| \| Shimamaki \| 1.432 \| 437,18 \| 3,28 \| \| Suttsu \| 2.912 \| 95,25 \| 30,6 \| \| Tomari \| 1.602 \| 82,28 \| 19,5 \| \| Yoichi \| 18.398 \| 140,59 \| 131 \| \| Total \| 203.298 \| 4.305,83 \| ND \| |          |          |          |
| Municipi | Població | Extensió | Densitat |
| Akaigawa | 1.181    | 280,09   | 4,22     |
| Furubira | 2.946    | 188,36   | 15,6     |
| Iwanai | 12.181   | 70,60    | 173      |
| Kamoenai | 827      | 147,80   | 5,6      |
| Kimobetsu | 2.155    | 189,41   | 11,4     |
| Kuromatsunai | 2.739    | 345,65   | 7,92     |
| Kutchan | 15.619   | 261,34   | 59,8     |
| Kyōgoku | 2.947    | 231,49   | 12,7     |
| Kyōwa | 5.815    | 304,91   | 19,1     |
| Makkari | 2.055    | 114,25   | 18       |
| Niki | 3.249    | 167,96   | 19,3     |
| Niseko | 5.001    | 197,13   | 25,4     |
| Otaru | 113.733  | 243,83   | 466      |
| Rankoshi | 4.640    | 449,78   | 10,3     |
| Rusutsu | 1.919    | 119,84   | 16       |
| Shakotan | 1.947    | 238,14   | 8,18     |
| Shimamaki | 1.432    | 437,18   | 3,28     |
| Suttsu | 2.912    | 95,25    | 30,6     |
| Tomari | 1.602    | 82,28    | 19,5     |
| Yoichi | 18.398   | 140,59   | 131      |
| Total | 203.298  | 4.305,83 | ND       |

## Història
- 1897: Es funden les ja desaparegudes subprefectures d'Otaru, Iwanai i Suttsu.
- 1899: El poble de Kutchan, ara vila, al districte d'Abuta, és transferit des de la subprefectura de Muroran (actual subprefectura d'Iburi) a la subprefectura d'Iwanai.
- 1910: Les tres subprefectures es fusionen en una única, la subprefectura de Shiribeshi. El poble de Makkari i la vila de Kaributo (actualment la vila de Niseko), són transferides a Shiribeshi des de l'antiga subprefectura de Muroran.
- 2010: Es dissol l'antiga subprefectura de Shiribeshi (後志支庁, Shiribeshi shichô) i es crea la nova subprefectura de Shiribeshi (後志総合振興局, Shiribeshi Sôgô Shinkô Kyoku) o Departament General de Promoció de Shiribeshi, abastant el mateix territori de l'antiga denominació.